# Смитстаун (Њујорк)
Смитстаун (енгл. Smithtown) насељено је место без административног статуса у америчкој савезној држави Њујорк.

## Демографија
По попису из 2010. године број становника је 26.470, што је 431 (-1,6%) становника мање него 2000. године.
| Група             | 2000.          | 2010.          |
| Белци             | 25.198 (93,7%) | 23.825 (90,0%) |
| Афроамериканци    | 165 (0,6%)     | 291 (1,1%)     |
| Азијати           | 475 (1,8%)     | 763 (2,9%)     |
| Хиспаноамериканци | 910 (3,4%)     | 1.361 (5,1%)   |
| Укупно            | 26.901         | 26.470         |